# Јутро (филм)
Јутро је југословенски црноталасни ратни филм из 1967. године, којег је написао и режирао Младомир Пуриша Ђорђевић.Јутро је трећи филм у тематској тетралогији режисера Пурише Ђорђевића, која обрађује ратно и послератно стање у Југославији. Остали филмови у тетралогији били су филмови Девојка, Сан и Подне.
Филм је имао премијеру на четрнаестом Филмском фестивалу у Пули где је освојио Велику сребрну арену, након чега је пуштен у биоскопе широм Југославије. На Филмском фестивалу у Венецији, филм је номинован за главну награду фестивала, Златног лава, док је Љубиша Самарџић номинован и добио је награду Волпи пехар за најбољег глумца за своју улогу Малог. Јутро је био јако контроверзан због свог негативног приказа револуционарне борбе, и поделио је критичко мишљење. Упркос томе, филм је био комерцијално успешан.
Данашње мишљење о филму је универзално позитивно и филм је уврштен као културно добро од великог значаја у листу Југословенске кинотеке сто српских играних филмова.

## Радња
Рат је оставио дубоке трагове у људима. Пролазећи кроз различите сукобе првих дана мира и обрачунавања са бившим сарадницима окупатора и стрељања издајника, а некадашњи ратник открива да и мир није без убијања.
Бивши војник наставља са убијањем, чак и у време мира. Тако да се рат наставља као његова унутрашња борба и борба са људима око њега...

## Улоге
| Глумац                | Улога                |
| --------------------- | -------------------- |
| Љубиша Самарџић       | Мали                 |
| Неда Арнерић          | девојка              |
| Милена Дравић         | Слободанка           |
| Мија Алексић          | капетан Страја       |
| Љуба Тадић            | генерал Милан Прекић |
| Неда Спасојевић       | Марклена             |
| Јелена Жигон          | Ружа                 |
| Фарук Беголи          | Рус Мишка            |
| Олга Јанчевецка       | Стана                |
| Драгомир Чумић        | убица                |
| Војислав Говедарица   | заробљени Немац      |
| Александар Груден     | Лазовић              |
| Михаило Јанкетић      | мајор Сава           |
| Милорад Јовановић     |                      |
| Станиша Ковачев       | заробљени Италијан   |
| Херман Михолић        |                      |
| Ратко Милетић         |                      |
| Предраг Милинковић    |                      |
| Светолик Никачевић    |                      |
| Виктор Старчић        | стари заробљеник     |
| Данило Бата Стојковић | војник               |
| Љубо Шкиљевић         | Војник               |
| Власта Велисављевић   |                      |
| Ружица Вељовић        |                      |
| Еуген Вербер          | трговац              |